# Stenopogon kozlovi
Stenopogon kozlovi là một loài ruồi trong họ Asilidae. Stenopogon kozlovi được Lehr miêu tả năm 1963. Loài này phân bố ở vùng Cổ Bắc giới.